# ハイスループットスクリーニング

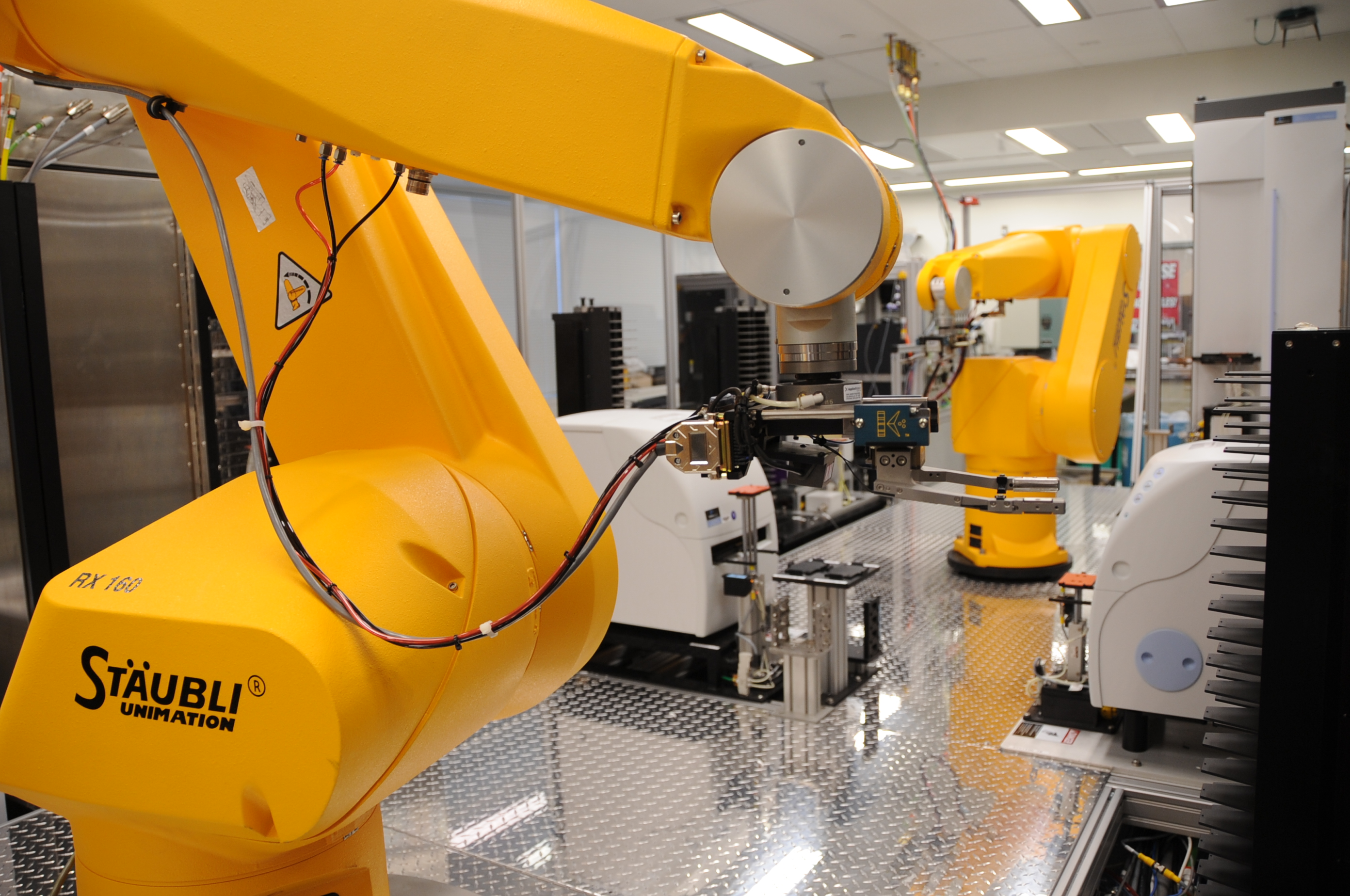
ハイスループットスクリーニングロボット

ハイスループットスクリーニング (英語: high-throughput screening、HTS) は、特に創薬で使用される、生物学及び化学の分野に関連する科学実験の方法である。ロボット工学、データ処理及び制御ソフトウェア、液体ハンドリングデバイス、及び敏感な検出器を用いて、ハイスループットスクリーニング（HTS）は、研究者が遺伝学的、化学的、薬理学的な何百万もの試験を迅速に実施することを可能にする。このプロセスを通じて、短時間のうちに特定の生体分子経路を調節する、活性化合物、抗体、あるいは遺伝子を同定することができる。これらの実験の結果は、薬をつくるためのはじめの段階となり、生物学の研究のはじめの段階となる。

## アッセイプレートの調製

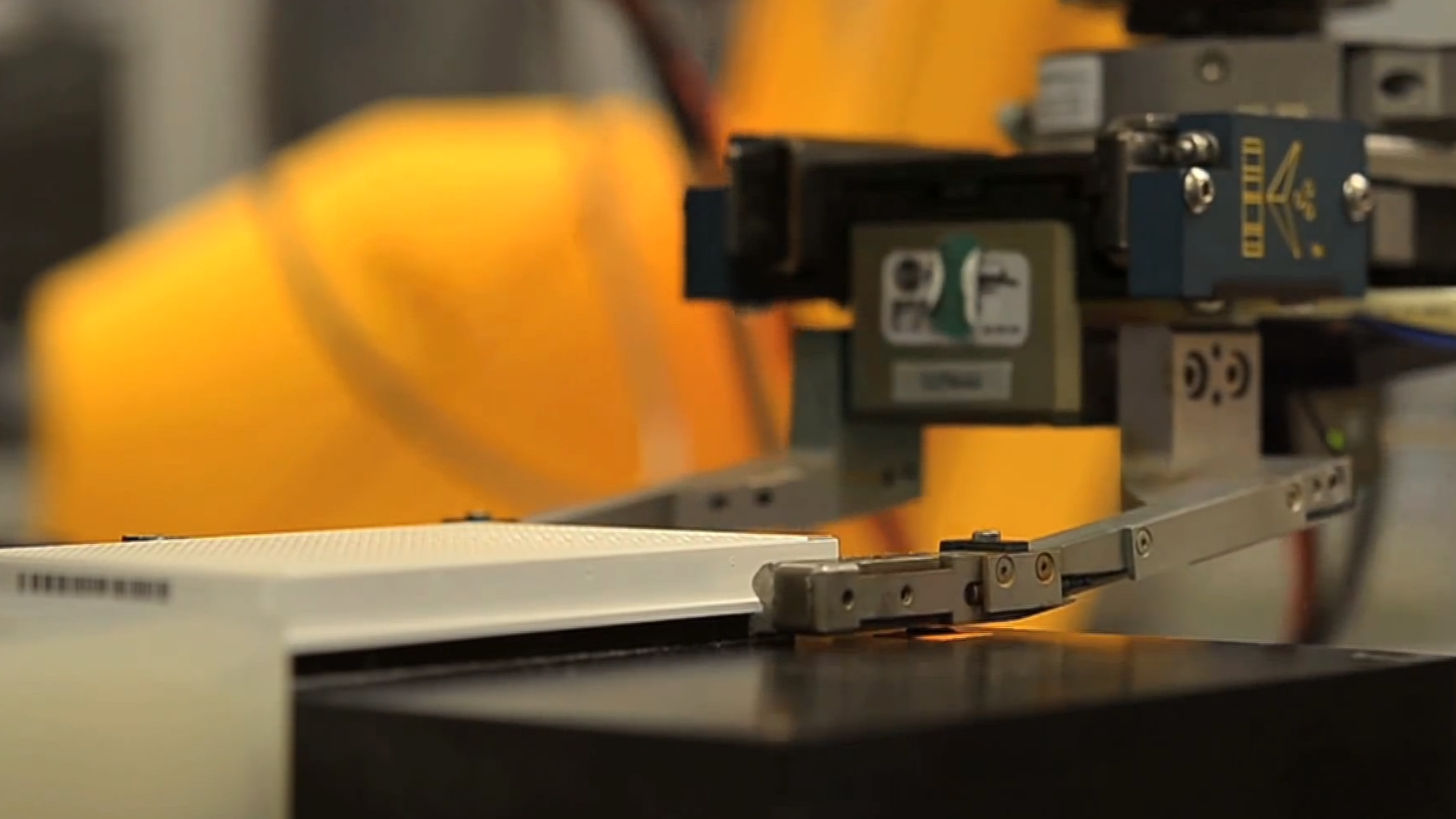
ロボットのアームがアッセイプレートを操作している。

HTSの鍵となる実験器具（容器）は、マイクロタイタープレートである。マイクロタイタープレートとは、ウェルと呼ばれる小さな穴(試験管に相当する)がたくさんあり、つかむグリッドがある、通常は使い捨てのプラスチックで作られた容器のことである。 2013年頃の一般的なHTSのためのマイクロプレートは、384、1536、または3456ウェルである。これらは8×12のウェルが9ミリメートルの間隔を置いた「96ウェルマイクロプレート」が旧来より使われていた影響で、すべてが96の倍数になっている。ウェルのほとんどには実験に使われる物質が入れられる。ウェルにはすべて同じ化合物の水溶液が入れられる場合もあるし、すべてのウェルにそれぞれ異なる化合物の水溶液が入れられる場合もある。また、ある種の細胞または酵素をそれぞれのウェルに入れることもできる。（いくつかのウェルは空であるか、実験のコントロールとして使用することを意図して、未処理のサンプルを含んでいたりもする。）
スクリーニングの施設は普通、注意深く集められた化合物ライブラリーが入った「ストックプレート」を保持している。ライブラリーとは、いろいろな種類の化合物などのひとそろいのことであり、その実験室で作製したり、または販売されているものを購入したりする。「ストックプレート」自身は直接実験に使用されず、必要に応じて代わりに別の「アッセイプレート」が作成される。「アッセイプレート」は元は完全に空のプレートであり、対応するウェルに「ストックプレート」のウェルから少量の液体（多くの場合、ナノリットルで測定される）をピペットにより注入されて作成される。つまり、単に「アッセイプレート」は「ストックプレート」のコピーである。

## 反応の測定
研究者は、実験の準備のために、タンパク質、細胞、あるいは動物の胚などでプレートの各ウェルを満たす。それらの生物学的な物質と、ウェル中の化合物とが、吸収、特異的に結合、または反応（または反応しない）するための時間が経過した後、手動または機械によって、全てのウェルが測定される。研究者自身が測定するのはコンピュータでは簡単に判断できない場合であり、例えば、ウェルの化合物に起因する胚発生の変化や欠陥、顕微鏡を使用した変化、効果を調べたいときにしばしば必要である。それ以外の場合は、専門の自動分析機が、ウェル上に多数の実験を一度に測定する。タンパク質がどの程度結合したかなどの指標とすることができるように設計し、それらの上に偏光を照射し、反射率を測定するなどで測定できるようにしておくことでこのような自動化が可能になる。この場合、機械は、単一のウェルから得られた測定値と、ウェルの各番号を結果として出力する。大容量の分析機は非常に迅速に、小さなスペースに入れられた数十のプレートを測定することで、数千の実験を実行することができる。

## 自動化システム

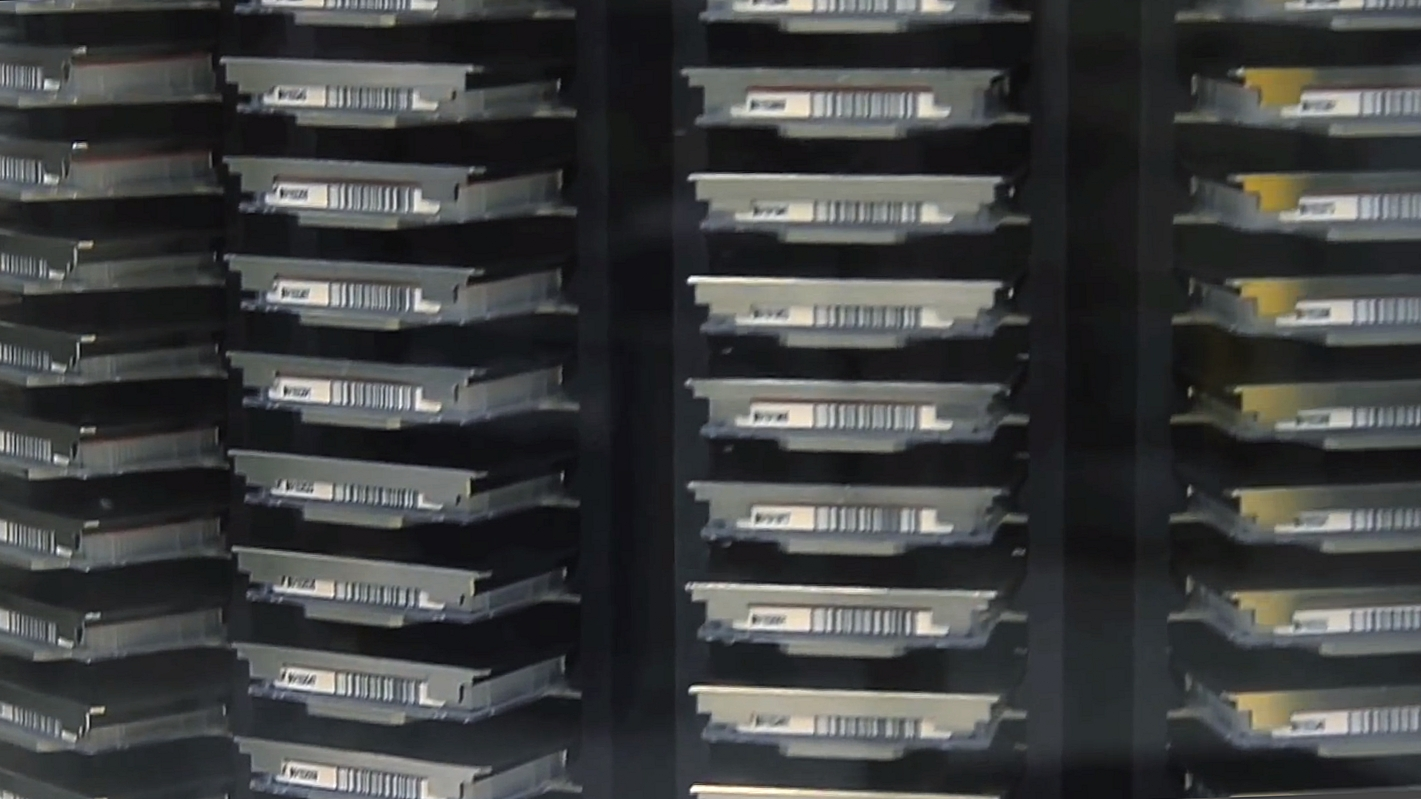
円形のスライド式の収納設備が、アッセイプレートを保管し、高い収容能力と高い取り出し速度に貢献している。

オートメーションつまり自動化は、HTSの有用性における重要な要素である。典型的には、1つ以上のロボットからなる統合されたロボットシステムは、アッセイプレートを移動させたり、サンプルおよび試薬を添加、混合、インキュベーションをしたりして、最終的に検出のための場所に動かすことをする。HTSシステムは、普通、同時に多くのプレートを、準備、インキュベート、分析、データを収集するため、これらのプロセスを高速化することができる。一日10万の化合物のテストができるHTSロボットが、現在、存在している。 自動コロニーピッカーは、ハイスループット遺伝子スクリーニングのために、微生物のコロニーを数千もピックアップできる。 uHTSという用語があり、（超ハイスループットスクリーニングultra-high-throughput screeningの略）、は一日10万以上の化合物のスクリーニングが可能なものを指す（2008年頃）。

## 実験計画とデータ分析
多種の化合物（例えば、小分子またはsiRNAのような）の迅速なスクリーニングの能力により、HTSは近年、実験結果のデータ量の急増につながっている。従って、HTS実験の最も基本的な課題であるのだが、大量に出てくるデータから生化学的意義を見出せるかどうかは、適切な実験デザインと、品質管理と「ヒット」の選択のための分析方法の開発と採用に依存している。HTSの研究は、Proteomics, Inc.の最高科学責任者である、John Blumeが次のように表現する性質をもった研究になっている。つまり「科学者が、いくつかの統計学や基本的なデータハンドリング技術を理解していない場合は、本当の分子生物学者とは考えられず、単に「恐竜」となる。(Soon, if a scientist does not understand some statistics or rudimentary data-handling technologies, he or she may not be considered to be a true molecular biologist and, thus, will simply become "a dinosaur.")」

### 品質管理
高品質のHTSアッセイは、HTS実験で重要である。高品質のHTSアッセイの開発は、実験と計算のアプローチの両方の統合による品質管理（QC）が必要。QCの三つの重要な手段は、（i）良好なプレート設計、（ii）結果の違いの程度を測定するための効果的な品質管理の測定基準の開発であり、それらによって、劣った品質のデータを同定することができる。良いプレートのデザインは、系統誤差（特にウェルの配置が関わる）を識別しやすくし、「ヒット」の選択と品質管理のために、どのような正規化をして、系統誤差の影響を取り除くあるいは減らすかを、判断するのに役立つ。
効果的な、分析的な品質管理の方法は、優れた品質のアッセイのために重要な役割を果たす。典型的なHTS実験では、ポジティブコントロールおよびネガティブコントロールを、明確に設定できているかが、良い品質の指標となる。提案されている、品質を評価する尺度の多くは、ポジティブコントロールおよびネガティブコントロールの設定の程度を測定する。シグナル-バックグラウンド比、シグナル-ノイズ比、signal window、assay variability ratio、およびZ-factorは、データの品質を評価するために使われる。厳密に標準化された平均差（SSMD）は、最近、HTSアッセイにおいてデータ品質を評価するために提案されている。

### 「ヒット」の選択
HTSにおいて、効果の見込みが大きい化合物は「ヒット」といわれている。「ヒット」を選択するプロセスが、hit selection（「ヒット」の選択）といわれている。繰り返しがある場合と繰り返しがないスクリーニングでの、「ヒット」の選択のための分析方法は異なりる。繰り返しがないスクリーニングは通常は初めのスクリーニングで、繰り返しのあるスクリーニングは通常は確認のためのスクリーニングである。例えば、z-score method（Zスコア法）は反復のないスクリーニングに適し、t検定は反復のあるスクリーニングに適している。反復のないスクリーニングのための、SSMDの計算も、反復があるものとは異なる。
繰り返しのない一次スクリーニングでの「ヒット」の選択のために、容易に解釈できる違いは、average fold change（平均倍率変化）、mean difference（平均差）、percent inhibition（阻害パーセント）、およびpercent activity（活性％）である。しかし、それらは効果的にデータの違いを捕捉しない。すべての化合物は、スクリーニング内のネガティブコントロールと同じ値を持っているという仮定に基づいてデータの変動をとらえるのが、z-score method（Zスコア法）またはSSMDである。しかし、そのようなZスコアのような方法は、外れ値に敏感であり、HTS実験では外れ値は一般的であり、問題となる可能性がある。結果として、z*-score method, SSMD*, B-score methodや、quantile-based methodのような強固な方法が提案され、「ヒット」の選択のために採用されている。
繰り返しのあるスクリーニングでは、直接、各化合物の変動を推定することができる。結果として、我々は、z-scoreやz*-scoreが依存する強い仮定（訳注：おそらく、前段落のネガコンと同じ値をもっているという仮定）に依存しないSSMDまたはt検定を使用する必要がある。t検定とp値を用いるひとつの問題は、それらはサンプルサイズおよびeffect sizeによって影響されることである。それらは平均差の検定はできても、化合物の効果の大きさを測定するためには設計されていない。「ヒット」の選択のための、大きな関心事は、試験した化合物の効果の大きさである。SSMDは直接影響の大きさを評価する。SSMDは、他の一般的な効果の大きさよりも良好であるかが示される。SSMDのpopulation valueはいくつもの実験を通しての比較を可能にし、化合物の効果の大きさを測定するために、SSMDのpopulation valueに対して同じカットオフを使用することができる。

## スループットの向上と効率のための技術
1つまたは複数のプレートにわたる化合物の配置をうまくすることで、プレートあたりのアッセイ数を増加させたり、またはアッセイの結果のばらつきを抑えたりできる。この技法は、簡素化された仮定のもとに成り立っていて、それは、同じウェル内の任意のN個の化合物は、互いに、またはアッセイの標的と相互作用せず、真の「ヒット」を検出するアッセイの能力に影響しないということである。
例えば、次のプレートを想像してみる。化合物Aをウェル1-2-3、化合物Bをウェル2-3-4、化合物Cをウェル3-4-5に入れるとする。このプレートを、ターゲットに対して行うアッセイをして、ウェル2、3、4で「ヒット」があったとすると、それは、化合物Bが、最も可能性の高い薬剤であることを示す。このアプローチを用いるのであれば、どの2つの化合物も複数のウェルを共有しないようにし、化合物のペアどうしの干渉の可能性を減らす。

### 最近の進歩
2010年3月には、スクリーニングを従来の千倍速くできるように（10時間で億の反応）実証した研究が発表された。従来技術より（10のマイナス７乗倍の試薬量しか使用せず、コストを100万分の1にした。 オイルによって分離された流体の滴は、マイクロプレートウェルに入り、分析を可能にし、試薬がチャネルを通って流れている間に「ヒット」を区別する。
2010年に、単一のカメラで同時に64個の異なる出力チャネルの蛍光測定を可能にするために、マイクロ流体アレイ上に配置することができるレンズのシリコンシートが開発された。 このプロセスは、１秒で20万滴を分析することができる。
伝統的なHTS創薬は、精製されたタンパク質または無傷の細胞を使用してきたが、最近開発された非常に興味深い技術は、センチュウ（Caenorhabditis elegans）とゼブラフィッシュ（ゼブラフィッシュ）のように、無傷の生物を使用する。

## 生物学の学術的な研究のためのHTSの利用の増加
HTSは、比較的最近の技術革新で、主にロボット工学や高速コンピュータ技術の近代的な進歩を通じて可能になった。HTSの実験を実行するには、専門性の高い、高価なスクリーニング研究室が必要である。多くの場合、小、中程度のサイズの研究機関は自分で施設をもつのではなく、既存のHTS施設のサービスを利用する。この傾向は、創薬を学術的に研究する大学でみられる。 通常は、産業界にのみ見られるこれらの施設は、現在では、大学でもみられるようになってきた。 例えば、UCLAは、日常的に10万以上の化合物を１日にスクリーニングすることができる分子スクリーニング共有リソース（Molecular Screening Shared Resources　MSSR、UCLA）のオープンアクセスのHTS研究室を備えている。オープンアクセスのポリシーは、世界中から研究者が長い知的財産交渉なしに、この機能を利用することができるようになることである。MSSRがもつ20万を超える小分子の化合物ライブラリーは、アメリカ西海岸のすべての大学の中で最大である。MSSRは（ゲノムワイドsiRNA、shRNA、cDNAおよびCRISPR）などの小分子を備え、遺伝子の機能を調べるゲノムワイドスクリーニングを実行するためにHTSの機能を活用できる。ハイスループットの小分子スクリーニングとゲノムワイドスクリーニングを両方使用することで、疾患または小分子に対する標的の同定および検証が可能になる。
単一のsiRNAまたはcDNAを含有する、「並べられた」機能的ゲノムライブラリー（"arrayed" functional genomics libraries）を使用することによって正確な結果を得ることができる。機能ゲノム学は、典型的には、ハイコンテントスクリーニングと対になっている。ハイコンテントスクリーニングは落射蛍光顕微鏡法 や、レーザー走査サイトメトリーを使用する。ミネソタ大学と同様にイリノイ大学はまた、HTSのための施設をもつ。ミシガン大学の生命科学研究所は、ケミカルゲノミクスセンターにHTS施設を併設している。ロックフェラー大学には、165,000を超える化合物のライブラリーを備えるオープンアクセスのHTSリソースセンターHTSRC（ロックフェラー大学、HTSRC）がある。ノースウェスタン大学のハイスループット分析研究所は、標的同定、バリデーション、アッセイ開発、および化合物スクリーニングをサポートしている。非営利Sanford Burnham Prebys Medical Discovery InstituteはまたHTS施設をもつ（the Conrad Prebys Center for Chemical Genomics の一部）。米国のNational Institutes of Health（NIH）は、生物学的研究で使用するための革新的な化学ツールを製造するための小分子スクリーニングセンターの全国コンソーシアムをつくった。